# Syngelechia
Syngelechia é um gênero de traça pertencente à família Agonoxenidae.